# Conferencia de ciudadanos
Las llamadas conferencias de ciudadanos (en francés: conférences de citoyens; en inglés: citizens conferences) son una modalidad de debate público, en el marco de la democracia participativa, que sirven para "clarificar y complementar la toma de decisiones en situaciones complejas" (véase: Jurado ciudadano).

## Las conferencias de consenso
Las conferencias de ciudadanos y las conferencias de consenso en Francia,  fueron creadas tomando como modelo las experiencias en otros países. En el origen se aplicaron en el área de la medicina, aunque obviamente, este mecanismo también puede alcanzar otros dominios. Una conferencia de ciudadanos puede ser o no una conferencia de consenso.
Ciertamente, la cantidad y diversidad de las decisiones involucradas con la esfera pública, aumenta muy rápidamente debido a la complejidad de la sociedad moderna, y sobre todo por efecto de la expansión de la llamada tecnoesfera o tecnósfera. Sin duda, las conferencias de consenso (en francés: conférences de consensus; en inglés: consensus conferences) no son una solución posible universal para gestionar democráticamente este desarrollo, pero pueden ayudar.
Cuanto más interviene el género humano en su entorno, cada vez más se siente la intervención y el efecto de la tecnología, y cada vez más aumentan las fricciones entre los diferentes intereses contrapuestos. Presentar a los clorofluorocarburos como una amenaza para la capa de ozono, a través de las aparentemente inofensivas bombas de aerosoles, inmediatamente introduce una importante dimensión política en este asunto; y este es solamente un ejemplo. De esa forma, el número de importantes decisiones político-técnicas aumenta paralelamente al desarrollo tecnológico. La multiplicación sin precedentes en el número de este tipo de decisiones, absolutamente necesarias para la moderna vida en sociedad, representa un indudable desafío para la democracia, ya que se hace difícil gestionar esta inflación decisoria cuando tiende a disminuir el porcentaje de la población que se consagra a la cosa pública como actividad principal, así como el interés por los asuntos públicos por parte de la ciudadanía en general. En este contexto, ¿es que acaso las conferencias de consenso podrían constituir una alternativa creíble, tanto en el marco de la democracia directa como en el de la democracia representativa?
Una conferencia de consenso consiste en reunir una muestra representativa de la población, poniéndola en situación de grupo de dirección o directorio de conducción. Las diez o veinte personas elegidas a estos efectos, son seleccionadas al azar, pero de tal manera que los principales grupos sociales se encuentran allí representados. Pero además, las personas inicialmente seleccionadas para integrar ese directorio de conducción, serán inmediatamente eliminadas si se diera el caso que pertenecen a algún grupo de presión, para así evitar que sus decisiones y argumentos en el directorio, se vean influenciados y sesgados por ideas y teorías previamente establecidas, según reglas estratégicas y respondiendo a determinados intereses. El directorio de conducción así conformado, se constituye en jurado, recibiendo por distintas vías bases sólidas en relación con la materia sobre la que deben opinar.
En una primera instancia, este directorio-jurado convoca a expertos de diferentes disciplinas y con diferentes enfoques y posiciones, para preguntarles sobre la encrucijada de la materia en cuestión. Así, puestos en la posición de decidir, los integrantes de este jurado deberán ser capaces de no dejarse manipular por los expertos convocados, exigiendo de ellos respuestas claras y sinceras.
Véase que por una parte, en un régimen de democracia directa, esta forma de decisión parecería tener la ventaja de la flexibilidad y la practicidad, ya que el jurado sería una muestra representativa del pueblo, y así, no habría necesidad de involucrar a toda la población para decidir sobre un aspecto político-técnico, en el que obligatoriamente cada persona debería profundizar en el asunto, si quisiera poder decidir con conocimiento de causa.
Pero por otra parte, en el marco de la democracia representativa, una conferencia de consenso reuniría personas con orientaciones y opiniones diversas, pero no pertenecientes a grupos de presión, lo cual evitaría que el jurado actuara en posición de lobby (fundamentalmente defendiendo y adoptando un solo bloque de intereses coherentes). Con esta forma de organizar la toma de decisión, se evitaría una cúpula pura de expertos que podría ser muy sesgada debido a su formación académica, a la par de asegurarse las opiniones de personas representativas de la población total, pero con cierta comprensión de los aspectos técnicos involucrados y de las cosas en juego, puesto que ha invertido tiempo y esfuerzo en ello.
Las llamadas conferencias de ciudadanos incluyen a todas las conferencias de consenso, aunque también engloban otro tipo de eventos. En las conferencias de ciudadanos no necesariamente tiene porqué llegarse a consenso, puesto que perfectamente podría generarse un informe por la mayoría y un informe por la minoría, y ambos documentos ser útiles para las administraciones, así que precisamente esa es una de las características que diferencia las conferencias de consenso de las conferencias de ciudadanos que no son conferencias de consenso. Además, el número de participantes en una conferencia de ciudadanos puede ser mayor que diez o veinte, y esa es otra de las diferencias.
En líneas generales, una conferencia de ciudadanos convoca a un grupo de ciudadanos, a efectos de que deliberen y proporcionen recomendaciones y orientaciones políticas destinadas a una determinada entidad de gobierno o destinadas eventualmente a una institución de bien público. Y así, esas entidades podrán usar estas recomendaciones y esos considerandos, para mejor responder a las necesidades y las inquietudes de los ciudadanos.
Como en el caso de una conferencia de consenso, los participantes llamados "consejeros ciudadanos" son elegidos al azar de modo que se encuentre representada la diversidad de opiniones y de tendencias y de intereses, así como la diversidad geográfica. Usualmente, estos consejeros serán ciudadanos comunes y corrientes, o sea, también se evitará la sobrerepresentación de profesionales o académicos o de un determinado sector socioeconómico.
Un panel de expertos tendrá a su cargo la capacitación de los consejeros ciudadanos en la temática específica que deberá ser abordada, y a efectos de ordenar el desarrollo del evento, está prevista la participación de un moderador, o eventualmente de varios moderadores conformando un comité de organización (en francés: comité de pilotage). También es usual dar a cada consejero un material de apoyo y de consulta, en donde se explica el propósito del evento, ilustrando el tipo de recomendaciones y de conclusiones que se esperan recibir. Finalmente, lo que se busca con este tipo de eventos, es por ejemplo determinar qué es lo más importante para los ciudadanos, así como qué tipo de medidas mayoritariamente se apoyan o por el contrario se rechazan. En ciertos casos también se esperan delineamientos respecto de las políticas y las orientaciones en el sector involucrado.
Algunas conferencias de ciudadanos se organizan alrededor de una o dos preguntas centrales, a las que los consejeros ciudadanos deberían intentar dar respuesta durante la realización del evento, y ciertamente para ello es vital dar a los mismos una buena información de base, a la par de calificarles en la temática discutida a través de expertos en la materia.
Las conferencias de ciudadanos o conferencias ciudadanas pueden estar ligadas o no a una determinada decisión más o menos concreta. Pero por encima de los resultados tangibles que pudieran obtenerse, el evento permite que gobernantes y dirigentes escuchen las distintas opiniones de los ciudadanos, a efectos de luego poder actuar en consecuencia.

## Conferencias de consenso en medicina
La primera conferencia de consenso en medicina fue organizada en Estados Unidos en 1977, y su objetivo era el de determinar las mejores modalidades de actuación en casos médicos específicos. Luego de este inicio, varios centenares de conferencias de consenso en el área de la medicina fueron organizadas en el mundo entero. En Francia, la 'Agence Nationale d'Accréditation et d'Évaluation de la Santé', ANAES (Haute Autorité de Santé) fue creada en 1996, con fines de organizar este tipo de debates.

### En Dinamarca
En 1987, Dinamarca retomó el modelo de las conferencias de consenso en el área médica con fines de definición de políticas. Así, se trataba de obtener la opinión de la población, o mejor dicho, la opinión de un panel de profanos supuesto representativo de la población, en lo referente a ciertas orientaciones científicas y tecnológicas en materia de investigación médica, salud pública, y servicios de la seguridad social.

### En Francia
La primera conferencia de consenso tuvo lugar en Francia en 1998 en relación con el tema de las plantas transgénicas, y fue organizada por la 'Office parlementaire des choix scientifiques et technologiques' (OPECST); en la misma participaron 15 ciudadanos. Así, se intentó dar respuesta a una decisión bastante controvertida tomada en 1997, momento en que se autorizó el cultivo de cierto tipo de maíz transgénico.
Pocas conferencias de ciudadanos fueron organizadas en Francia a escala nacional:
- en 1998, la 'Office parlementaire des choix scientifiques et technologiques' (OPECST) organizó un evento sobre las OMG donde participaron 15 ciudadanos;
- en 2002, la 'Commission française du développement durable' organizó una reunión con 16 ciudadanos, en relación con el cambio climático y a la ciudadanía;
- en 2003 une conférence de 15 citoyens sur le devenir des boues domestiques a été organisée dans le cadre du débat national sur l’eau. De 2005 à 2009, le laboratoire GSK a organisé 5 conférences avec 20 citoyens sur des thèmes liés à la santé: l’évaluation des risques pour les médicaments, les progrès thérapeutiques, l’engagement du citoyen dans le système de santé, l’orientation dans le système de soins, l’hôpital. En 2012, l’Institut Montaigne a organisé une conférence avec 25 citoyens pour répondre aux questions « Quel système de santé voulons-nous? Comment souhaitons-nous l’utiliser et le financer pour qu’il soit viable?».

## Conferencia de ciudadanos: Una cuestión compleja
Una conferencia de ciudadanos no debe ser considerado como una forma de consulta (sondeo de opinión), pues responde a una situación o una encrucijada política de una complejidad e importancia inhabitual, que para ser resuelta necesita consenso o al menos amplias mayorías.
Esa señalada complejidad tiene por origen varios factores.

### Incertidumbres
La temática retenida y debatida generalmente conlleva importantes incertidumbres que son imposibles de resolver o de aclarar en lo inmediato. Con frecuencia, los temas se refieren por ejemplo al medio ambiente o a las consecuencias de una trascendente innovación tecnológica, etc.
Al inicio los ciudadanos no tienen porqué poseer información detallada y competencia en la temática a abordar, y por lo tanto, será necesario proporcionarles una adecuada información científica y/o técnica. La conferencia de ciudadanos debe asegurar entonces el « adecuado acceso a esa información » a la par de establecer « la participación de un público no sesgado en el proceso decisional », conforme al espíritu del Convenio de Aarhus (1998).

### Intereses múltiples y contradictorios
Des intérêts multiples et contradictoires sont liés à la question débattue. Un compromis n'est pas accessible. La conférence de citoyens sert alors à dégager la solution la plus conforme, ou la moins contraire à l'intérêt général.

### Intereses de unos y otros no necesariamente compatibles
Les intérêts d'une partie de la population s'opposent aux intérêts d'une autre. Ainsi en est-il de la culture du maïs dans le Sud-ouest de la France. Ses besoins d'eau en été aggravent les pénuries en période de faible pluviométrie. Les intérêts des agriculteurs s'opposent à ceux de la population urbaine soumise à des restrictions. En Bretagne les nitrates provenant des déjections animales dans l'élevage intensif favorisent l'envahissement des plages par des algues. L'intérêt des apiculteurs peut s'opposer à celui des producteurs et utilisateurs de pesticides écotoxiques (abeilles).

### Intereses individuales e intereses colectivos
Les questions environnementales et les structures complexes de la société moderne ne permettent plus "de garantir l'essor respectif et non contradictoire des libertés individuelles et collectives". Les populations locales s'opposent souvent à des travaux d'intérêt général. Ce que symbolise l'acronyme NIMBY (Not In My Back Yard - Pas dans ma cour). De même l'utilisation de la voiture personnelle pour aller au travail, s'il existe des transports en commun, entraîne une dégradation de la santé publique.

### Intereses de hoy y de mañana
"Un grand nombre de nos comportements quotidiens, nullement destinés à nuire à autrui, ni même parfois orientés vers autrui, peuvent compromettre nos propres intérêts futurs et a fortiori ceux d'autrui, aujourd'hui, demain et dans un avenir plus lointain... (Bourg fait ici allusion aux) conditions paysagères, climatiques, sanitaires et biologiques".

### Resolución de contradicciones y conflictos
Le marché est le lieu où se rencontrent l'offre et la demande et où se fixent les prix. Dans le cas des conférences de citoyens il ne s'agit ni de déterminer un prix, ni de répondre à une offre mais de trancher entre des intérêts contradictoires. Le marché est inapte à résoudre ces contradictions, si déjà il ne les rend pas lui-même possibles.

### Competencia de los que opinan y deciden
Les élus sont dans la même méconnaissance que le reste de la population. S'ils ont à prendre position entre des intérêts contradictoires, ils sont tenus de défendre celui de leurs mandants. Selon Bourg "(ils) n'ont aucune légitimité à ruiner la liberté individuelle, la préservation de l'indépendance de chacun fondant au contraire leur légitimité. Enfin au Parlement les prises de décision se prennent souvent dans des commissions restreintes aux délibérations opaques facilement accessibles aux intercessions des lobbies.
Cependant les conférences de citoyens ne se substituent pas aux élus pour une prise de décision. Elles les éclairent en amont en s'efforçant de dégager la position la plus conforme à l'intérêt général. Les élus ne sont pas tenus de suivre ses recommandations mais "ils ont le devoir de justifier leur décision si elle ne (les) suit pas.

### Encrucijada democrática
La mondialisation contraint l'État à rendre à la société la capacité de se livrer à la concurrence. Il doit dans ce cadre parvenir à l'efficacité maximale des moyens techniques dont il dispose. Dans cet État technique les contraintes objectives chassent toute forme de décision. L'évaluation démocratique de la technique représente la seule possibilité susceptible de remettre en cause les choix de l'État. Parallèlement "les experts vont découvrir les interrogations et les questions portées par les profanes qui relèvent souvent de domaines - sociologie, psychologie, art de vivre... - que les experts scientifiques abordent rarement".

### Temáticas
Le développement du débat public dans les années soixante s'est fait sur les questions d'environnement. La convention d'Aarhus est d'ailleurs circonscrite aux problèmes d'aménagement et d'environnement. Se sont rajoutés les questions liées aux innovations scientifiques vu leurs possibles conséquences écologiques, sanitaires voire sociétales. Certains auteurs proposent des conférences de citoyens sur des questions de société. Isabelle Cassiers les préconise pour redéfinir des finalités, Dominique Méda pour choisir les indicateurs à mettre en place dans le cadre de grands objectifs à poursuivre. Pierre Rosanvallon pour déterminer les grandes orientations d'avenir touchant les politiques publiques et les relations internationales. Pour Lucie Davoine les indicateurs de bien-être et de progrès social qui doivent servir à la définition des politiques à mener ne peuvent être laissés aux mains des experts et doivent faire l’objet d’un véritable débat citoyen.

### Críticas
En France cette institution apparaît insolite. Cependant un précédent existe: les jurys d'assises. Une Cour d'assises se compose de citoyens tirés au sort et informés par les autorités judiciaires de la manière d'accomplir leurs tâches. D'autres critiques semblent plus pertinentes: le nombre limité de personnes composant le panel d'une conférence de citoyens peut faire douter de sa légitimité démocratique. Les risques de manipulation des citoyens, notamment par une information biaisée, ou dans le cadre de l'animation, sont importants. La durée relativement modeste de la formation met en doute la capacité d'acquérir suffisamment de compétences pour pouvoir s'opposer aux experts.

### Precauciones
Toutes ces critiques sont exactes et s'en soustraire nécessite des procédures précises dans la préparation et le déroulement de la conférence. Le panel des citoyens doit refléter la composition sociodémographique de la nation, mais aussi les équilibres idéologiques. La formation des citoyens doit être substantielle. Elle ne saurait conduire à concurrencer les experts mais doit permettre aux profanes de "mettre en question" les certitudes des experts. Le choix des formateurs et de l'animateur est crucial pour éviter les manipulations. L'objectivité de la formation et des débats doit pouvoir être vérifiée.

### Organización
Un modèle de procédure est décrit par Daniel Boy dans le livre qu'il a publié avec Dominique Bourg.

### Comité de pilotaje o Comité organizador
Il est chargé de recruter le panel de citoyens et les formateurs. Sa composition doit comprendre des connaisseurs de la méthode des conférences de citoyens et des connaisseurs du champ débattu. Les premiers sont chargés de fixer les procédures, de veiller au respect des règles et de nommer le panel des citoyens, les seconds d'identifier les parties prenantes et de désigner les formateurs. Il est composé d'une dizaine de personnes reflétant une assez grande diversité d'opinions individuelles sur la controverse.

### Panel de ciudadanos
Le recrutement des profanes est généralement confié à un institut de sondage. En 1998 les critères sociodémographiques retenus étaient le sexe, les classes d'âge, le niveau culturel, les professions et les lieux d'habitation. Un questionnaire portant sur les opinions à l'égard de la science et de la technologie ainsi que les appartenances politiques et religieuses permettait d'assurer les équilibres idéologiques. Un animateur doit être désigné pour assister le groupe des profanes dans la réalisation de ses tâches. Son rôle est déterminant. Il devra être rompu aux techniques d'animation de groupe, de gestion des conflits et de travail en commun.

### Panel de formadores
Trois critères doivent être retenus pour le choix des formateurs: les qualités pédagogiques, la compétence dans le domaine et le degré d'implication du formateur dans les enjeux du débat.

### Panel de expertos
Les experts sont d'une part des scientifiques spécialistes du domaine traité mais aussi des représentants des parties prenantes (administration, politique, industriel, militant associatif). Ils sont choisis par le panel des citoyens qui sera aidé, dans ce choix, par le comité de pilotage.

### Garantías de no manipulación
Le comité de pilotage veille à ce que des informations biaisées ne soient pas délivrées. L'absence de frustrations ou de plaintes de la part des participants représente déjà un témoignage. Des évaluateurs de la conférence, non membres du comité de pilotage, peuvent également être recrutés. À l'issue du processus ils bénéficieront d'un accès à toutes les pièces du dossier et de la possibilité de solliciter les témoignages de tous les participants. La formation des citoyens est intégralement filmée et disponible à des tiers. La conférence proprement dite est publique. L'anonymat des citoyens durant la formation ainsi que le huis clos des débats postérieurs à la conférence et aboutissant à l'avis final, soustraient le processus aux influences occultes.

### Instrumento de democracia participativa
L'espace de temps minimal qui s'écoule entre la prise de décision d'une conférence de citoyens et la remise de l'avis ne saurait être inférieur à huit mois. Son coût évalué en 2005 de 100 000 à 300 000 euros semble inadapté pour des acteurs privés (entreprise, média, organisation professionnelle, syndicat ou association) qui n'auraient besoin que d'un sondage. Leur implication dans la question rendrait leur initiative peu crédible. Conçue dans la perspective d'une prise de décision la conférence de citoyens concerne principalement les décideurs politiques. Instrument de démocratie participative elle devrait être organisée sous l'égide d'une instance officielle et les procédures devraient être légalisées par l'élaboration d'un cahier de charges.